# Pont Faidherbe
Le pont Faidherbe est l'unique point de passage vers l'île historique de Saint-Louis du Sénégal, et son quartier des pêcheurs Guet Ndar, par lequel le visiteur découvre la ville et son prestigieux passé. Il porte le nom du général Louis Faidherbe, administrateur colonial du Sénégal, entre 1854 et 1861, puis entre 1863 et 1865.

## Histoire

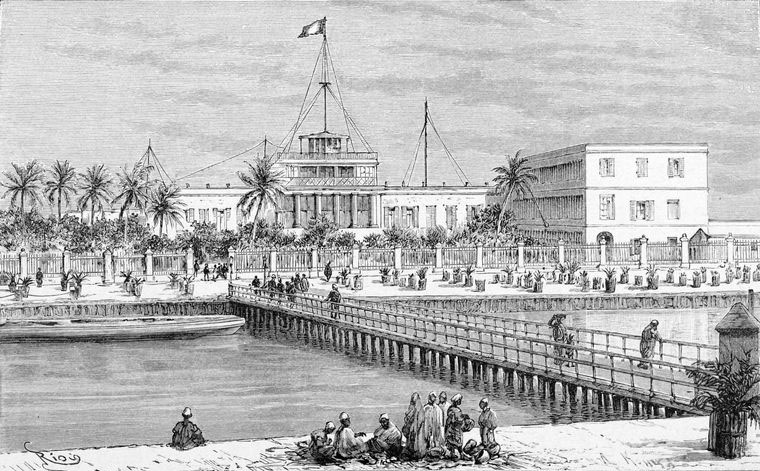
Gravure représentant le pont flottant, construit en 1865.

La ville de Saint-Louis est construite sur une île. En 1858, elle est reliée à la terre par un bac. Celui-ci s'est révélé sous-dimensionné pour absorber l'augmentation du trafic. Un second bac est alors construit. Ces bacs ont rapidement montré leur sensibilité aux crues hivernales du fleuve Sénégal.
En 1865, sous l'autorité du gouverneur par intérim, le capitaine de frégate Robin, les bacs sont remplacés par un pont flottant. Ce pont était appuyé sur 40 pontons en tôle. Il avait une longueur totale de 680 m pour une largeur de 4 m. Un décret impérial lui donna le nom de « pont Faidherbe ». Sa conception nécessitait des travaux de maintenance importants : vérifier les chaînes qui maintenaient les pontons, vider les caissons de l'eau d'infiltration, ouvrir une fois par jour la passe navigable en déplaçant une partie comprise entre trois pontons.

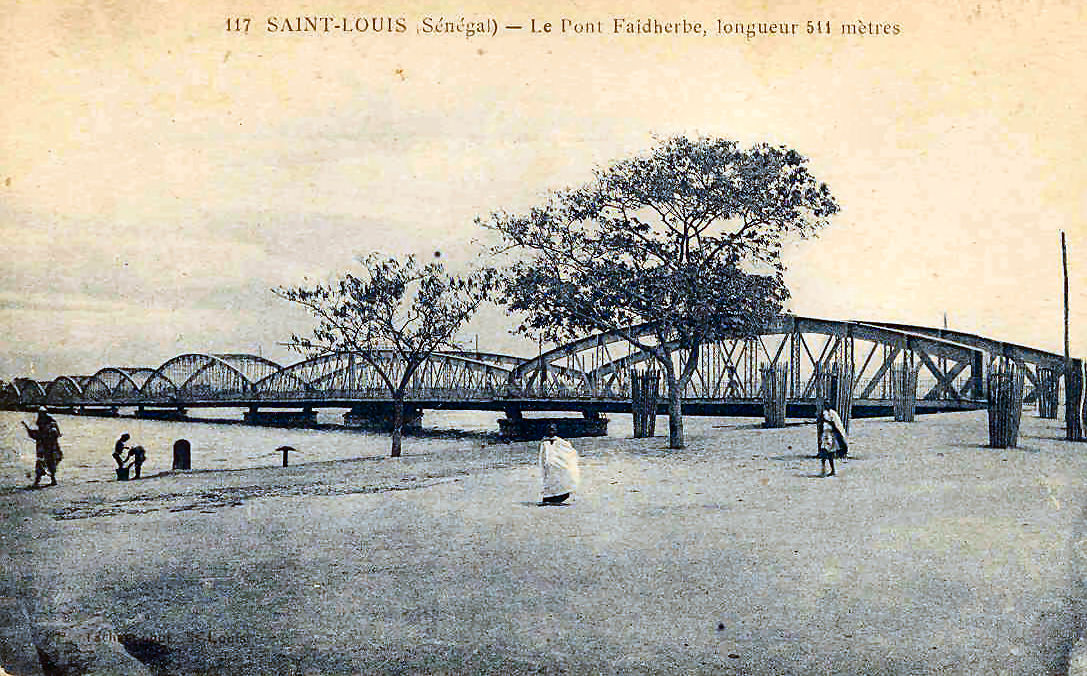
Carte postale du pont Faidherbe.

En 1891, le gouverneur Henri Félix de Lamothe propose de reconstruire le pont en faisant contracter un emprunt à la colonie auprès de la Caisse des dépôts et consignations avec un taux de seulement 4%.
Cinq entreprises ont répondu à l'appel d'offres et deux projets sont retenus:
- le projet de l'entreprise Nouguier, Kessler et Cie (ancienne maison Joly d'Argenteuil),
- le projet de la Société de construction de Levallois-Perret (anciens établissements Eiffel).

Ce pont a été construit en 1897 par la maison Nouguier, Kessler & Compagnie d'Argenteuil.
Le pont a été inauguré le 14 juillet 1897 par le gouverneur général Chaudié, puis, le 19 octobre, par le ministre des Colonies, André Lebon.
La corrosion a nécessité sa reconstruction entre 1929 et 1931.
Des réparations ont dû être faites en 1987 et 1999, mais elles ne suffisaient pas à assurer la pérennité de l'ouvrage. Des chocs de bateaux ont aussi endommagé la travée tournante.
Souffrant de corrosion avancée, il a été rénové durant trois ans, de 2008 à 2011, par le groupement d'entreprise Berthold BTP, Eiffage Sénégal, Eiffage construction métallique, et les sociétés d'ingénierie SGI Consulting et Setec TPI. Le pont rénové a été inauguré le 19 novembre par le président de la république du Sénégal, Abdoulaye Wade. Le coût total de la réhabilitation a été de 22,5 milliards de francs cfa (soit 34,3 millions d'euros).
Le pont a été classé au patrimoine mondial de l'Unesco en 2000.

### Mythes autour du pont Faidherbe
De nombreux mythes concernant la construction du pont Faidherbe existent encore de nos jours et sont décrits dans certains guides touristiques. La construction du pont est parfois attribuée à Gustave Eiffel. Il est aussi indiqué que les parties métalliques du pont représentent un cadeau du gouvernement français et qu'elles ont été conçues à l'origine pour le pont Anghel-Saligny sur le Danube en Roumanie. D'autres sources indiquent encore que les pièces métalliques étaient destinées à un pont en Autriche-Hongrie sur le Danube à Vienne ou à Budapest. Enfin, selon un autre mythe concernant les poutres du pont, les pièces étaient destinées à un site non précisé, mais le navire transportant les poutres aurait sombré mystérieusement au large de Saint-Louis et l'administration locale aurait profité de cette situation pour construire un pont.
Ce pont a en réalité été conçu par Résal qui a construit de nombreux ponts parisiens tel que le pont Alexandre III.

## Caractéristiques techniques
- Longueur totale: 506m
- Largeur: 6,20 m
- Il se compose de 5 travées de 77 m, d'une travée tournante de 72 m et d'une travée de 43 m.